# مانیتور کلاس کسکو
مانیتور کلاس کسکو (به انگلیسی: Casco-class monitor) یک کلاس از کشتی است که طول آن ۲۲۵ پا می‌باشد.